# Juliana (cantante)
Juliana Velásquez Buitrago, nota semplicemente come Juliana (Bogotà, 22 febbraio 1998), è una cantante e attrice colombiana.

## Biografia
Juliana ha intrapreso la propria carriera musicale nel 2016, pubblicando l'album in studio d'esordio eponimo soltanto nell'aprile 2021; esso le ha fatto guadagnare il Latin Grammy al miglior artista esordiente.
Nel maggio 2022 è stato messo in commercio il suo secondo LP, dal titolo Dos dos dos, che le ha permesso di ottenere tre candidature agli annuali premi Nuestra Tierra. Un anno più tardi è stata la volta di Mar adentro, LP candidato per il Latin Grammy al miglior album pop vocale tradizionale.
Il quarto album di inediti, intitolato La pista, è stato reso disponibile nel febbraio 2025 ed è stato promosso da un concerto tutto esaurito da oltre 10 000 persone presso la Movistar Arena della capitale colombiana.

## Discografia

### Album in studio
- 2021 – Juliana
- 2022 – Dos dos dos
- 2023 – Mar adentro
- 2025 – La pista

### EP
- 2020 – Dos y veintidós
- 2021 – Con las que crecí: Sesión en vivo
- 2022 – Delirante

### Singoli
- 2016 – Enséñame
- 2020 – Montaña rusa
- 2020 – Volcanes (con Pilar Cabrera e Ceci Juno)
- 2020 – No me quieras tanto
- 2020 – Empapados (con Juan Pablo Vega)
- 2021 – Joaquín
- 2021 – Si quieres marcharte (con Dstance)
- 2021 – Rebote (con Vic Mirallas)
- 2021 – Mujer desastre
- 2022 – Muchachitos (con Humbe)
- 2022 – Na estrada (con Carlinhos Brown)
- 2022 – Epitáfio
- 2022 – Cometa (con Daniela Calle)
- 2023 – La primera vez (con Manuel Medrano)
- 2023 – Narices frías
- 2023 – Cuando te encuentre
- 2023 – Si Dios perdona (con Pipe Bueno)
- 2023 – Minuto cien (con AndreSZ)
- 2023 – La terminal (con Leon Leiden)
- 2024 – 24 horas
- 2024 – La primera vez (con Grupo Niche)
- 2024 – Manhattan (con i Lagos)
- 2024 – San Fernando
- 2024 – En el 320 (con Marco Mares)
- 2024 – Ya no siento frío (con Natalia Natalia)
- 2024 – La colombiana
- 2025 – Maldito reggaeton (con Esteban Rojas)
- 2025 – Cara de idiota (con Las Villa)
- 2025 – Dos almas (con Ariza)

## Filmografia

### Cinema
- La defensa del dragón, regia di Natalia Santa (2017)
- Al ritmo del agua, regia di Juan Felipe Bernal Vargas (2023)
- El bolero de Rubén, regia di Juan Carlos Mazo (2024)

### Televisione
- Súper pá – serie TV, 98 episodi (2008)
- Las detectivas y el Víctor – serie TV, 1 episodio (2009)
- Niñas mal – serie TV, 140 episodi (2010-13)
- La Pola – serie TV, 98 episodi (2010-11)
- Historias clasificadas – serie TV, 1 episodio (2012)
- Laura, la santa colombiana – serie TV, 25 episodi (2015)
- Mujeres asesinas – serie TV, 30 episodi (2016)
- Noobees – serie TV, 120 episodi (2018-20)
- La de troya – serie TV, 5 episodi (2018)
- La ley del corazón – serie TV, 3 episodi (2018-19)
- La gloria de lucho – serie TV, 85 episodi (2019)
- Pa' quererte – serie TV, 137 episodi (2020-21)
- Decisiones: unos ganan, otros pierden – serie TV, 1 episodio (2020)
- Natalia. Crimen y Castigo. – serie TV, 6 episodi (2021)
- Te la dedico – serie TV, 86 episodi (2022)
- Siempre fui yo – serie TV, 18 episodi (2022-24)